# Severin Axelson

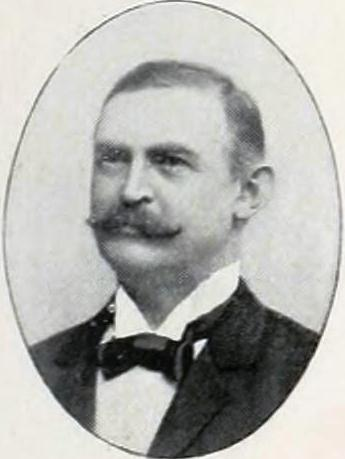
Severin Axelson.

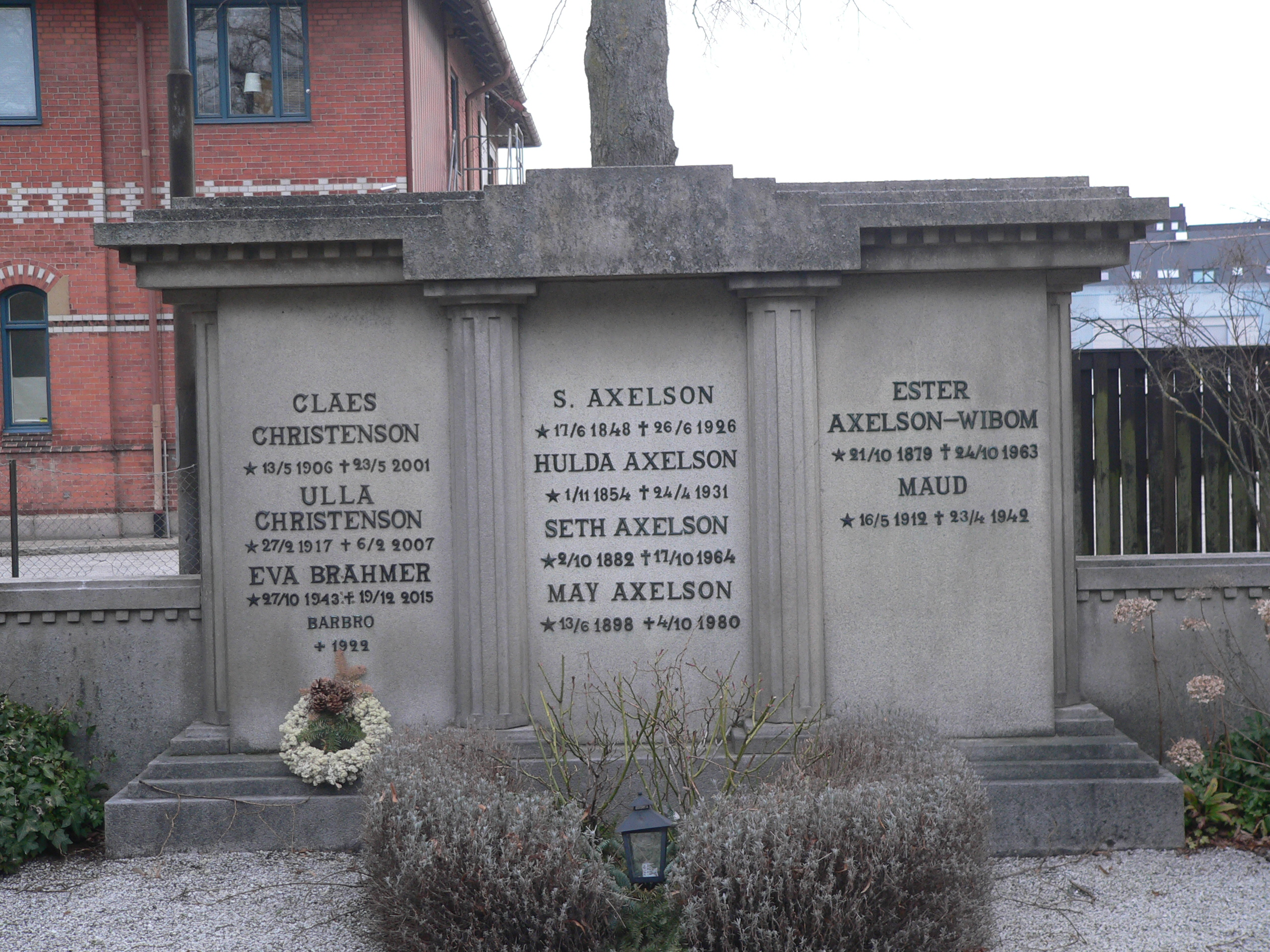
Severin Axelsons grav på Sankt Pauli mellersta kyrkogård.

Severin Magnus Axelson, född den 17 juni 1848 i Skanörs församling, död den 29 juni 1926 i sitt sommarhus Villa Solhaga i Falsterbo församling, var en svensk grosshandlare och kommunalpolitiker (höger); far till Seth Axelson.
Axelson var från 1877 verksam som köpman i Malmö, från 1908 under firma S. Axelson & Son, vilken verkade inom textilbranschen. Han var från 1890 ledamot av styrelsen för Malmö sparbank och från 1896 ledamot av centralstyrelsen för AB Skånska Handelsbanken (där borgmästaren Wilhelm Skytte var ordförande). Axelson var även vice ordförande i styrelsen för Skånes stadshypoteksförening och styrelseledamot i ett flertal aktiebolag.
Axelson var ledamot av Malmö stadsfullmäktige 1889–1916 (vice ordförande 1908–15) och ledamot av drätselkammaren 1900–15 (vice ordförande i dess första avdelning 1905–07 och ordförande i samfällda drätselkammaren 1908–15). Han var även ordförande i Malmö köpmannaförening, samt ledamot av styrelsen för Baltiska utställningen och dess ordförande i dess byggnadsutskott.
Axelson donerade merparten av den mark som i dag utgör Skanörs stadspark. I Skanör har Axelsons torg uppkallats efter honom. Han är begravd på Sankt Pauli mellersta kyrkogård i Malmö (kvarteret Annelund, gravplats 29).